# Naomi Wildman
Naomi Wildman is een personage uit de sciencefictionserie Star Trek:Voyager. Naomi wordt gespeeld door de actrice Scarlett Pomers.
Naomi Wildman is het eerste kind dat geboren wordt op de Voyager. Ze is half-mens half-Ktarian. Haar vader (Ktarian) was ten tijde van het vertrek van Voyager gestationeerd op Deep Space Nine. Haar moeder (ensign Wildman) had een korte reis verwacht. Ze is dus opgegroeid zonder haar vader.
Haar geboorte is zeer merkwaardig te noemen. Er ontstond een compleet duplicaat van Voyager door een natuurlijk verschijnsel. Vlak hierna stierf Harry Kim, maar ook Naomi Wildman stierf, omdat tijdens haar geboorte de medische apparatuur haperde. Uiteindelijk moest de ene Voyager zich vernietigen om de andere te sparen. De overgebleven Harry Kim stapte met de pasgeboren Naomi Wildman over op de andere Voyager.
Doordat Naomi half-Ktarian is, groeit ze veel sneller dan een gewoon mens. Na 2 jaar ziet ze eruit als 4 jaar. Ook heeft ze een belangrijk kenmerk: vier naar boven gerichte horentjes op haar voorhoofd.
Neelix is haar peetoom. Je kunt zeggen dat hij het gemis van een vader gedeeltelijk opvult. Hij brengt haar vaak naar bed en vertelt haar vele verhalen. Ze hebben een heel hechte band samen.
Naomi kan overigens met de hele bemanning goed opschieten, maar ze heeft een vriendschap met Seven of Nine. In het begin was ze erg bang voor Seven of Nine, maar later was ze behalve een vriendin ook een groot voorbeeld voor Naomi. Ook bouwt ze vriendschappen op met de Borg-kinderen (in 2376-2377). Deze kinderen verlieten uiteindelijk de Voyager, behalve Icheb, maar doordat hij veel ouder is dan Naomi en veel studeert, groeit er geen grote vriendschap. Toch zullen zij in de toekomst goede vrienden worden (2394).
Ze krijgt lessen van Seven of Nine en van de Dokter. Ze wil assistent van Captain Janeway zijn omdat ze in de toekomst graag de kapitein wil worden van Voyager.
Flotter is een holodekprogramma voor kinderen. Het is een speels en leerzaam programma. Hierdoor leren kinderen op een interactieve manier. Ze is dol op dit programmaatje. Maar ook haar moeder en Captain Janeway zijn dol op deze programma's. Het doet hen denken aan hun eigen jeugd.